# Бозієнь (Прахова)
Бозієнь, Бозієні (рум. Bozieni) — село у повіті Прахова в Румунії. Входить до складу комуни Финтинеле.
Село розташоване на відстані 70 км на північ від Бухареста, 27 км на північний схід від Плоєшті, 138 км на захід від Галаца, 89 км на південний схід від Брашова.

## Населення
За даними перепису населення 2002 року у селі проживала 1 особа.